# Meteorus rubens
Meteorus rubens är en stekelart som först beskrevs av Christian Gottfried Daniel Nees von Esenbeck 1811.  Meteorus rubens ingår i släktet Meteorus och familjen bracksteklar. Arten är reproducerande i Sverige. Inga underarter finns listade i Catalogue of Life.

## Bildgalleri

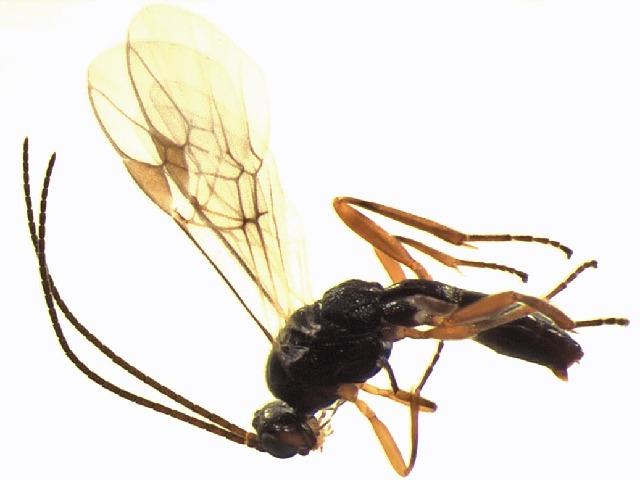